# Hateruma

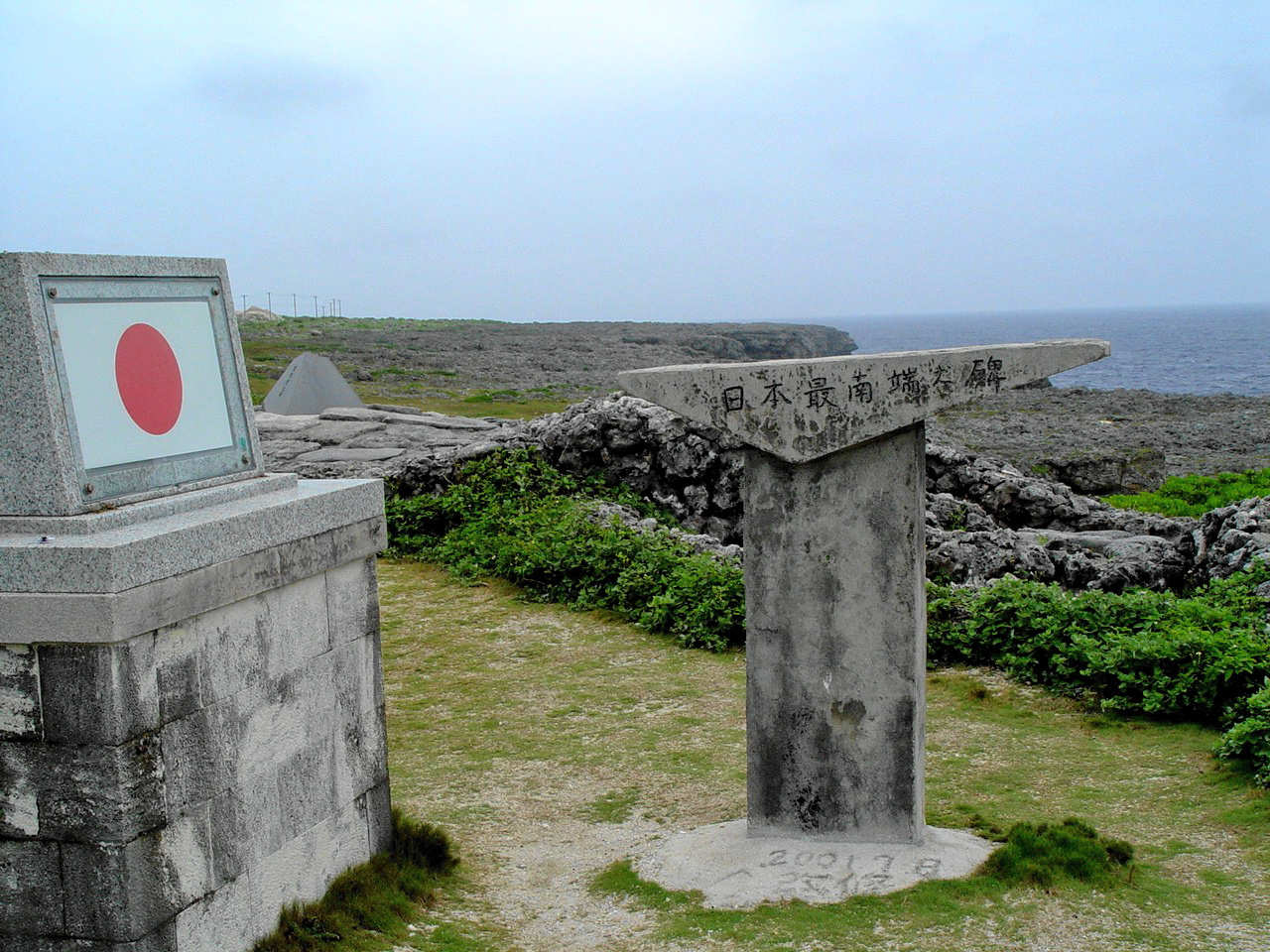
Monument at the southernmost point of Japan open to the public

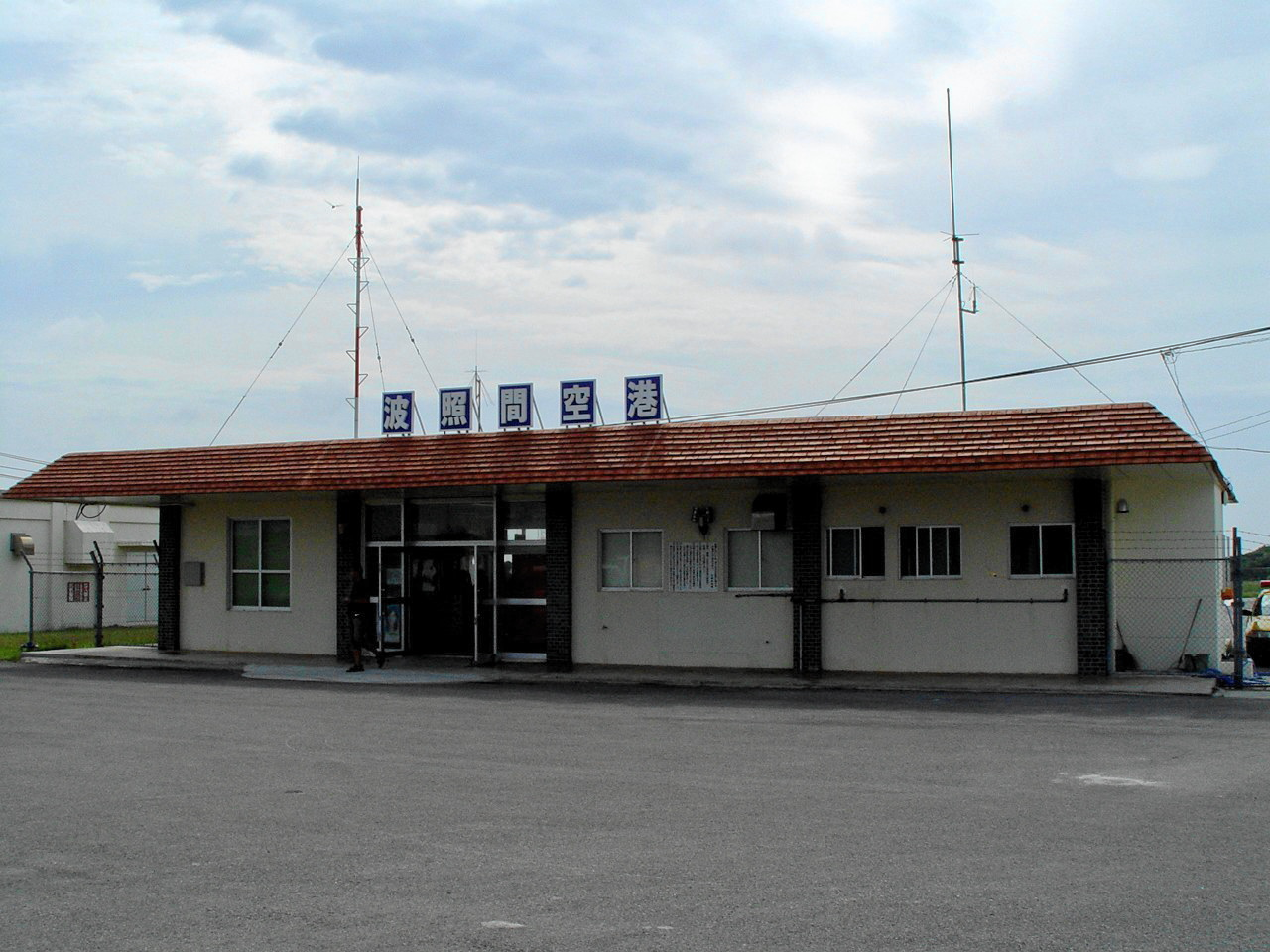
Sân bay Hateruma

Hateruma (波照間島 Ba Chiếu Gian đảo; Hateruma-jima; Yaeyama: Hatirōma tiếng Okinawa: Hatiruma) là một đảo thuộc huyện Yaeyama, Okinawa, Nhật Bản. Một phần của thị trấn Taketomi, nó là đảo ở tận cùng phía nam có người sinh sống của Nhật Bản (24°2’25" Bắc, 123°47’16" đông). Hateruma được hình thành bởi san hô, có diện tích 12,7 km² với khoảng 600 cư dân.
Sản phẩm chủ yếu của đảo là mía, đường tinh chế, và Awanami, là một loại thức uống có cồn giá cao awamori. Sân bay Hateruma phục vụ vận chuyển đến đảo này.